# 木島袈裟雄
木島 袈裟雄（きじま けさお、1889年（明治22年）11月20日 - 1965年（昭和40年）2月10日）は、日本陸軍の軍人。最終階級は陸軍少将。

## 経歴
長野県出身。1911年（明治44年）5月、陸軍士官学校（23期）を卒業。同年12月、歩兵少尉に任官。
1938年（昭和13年）5月、特設の歩兵第123連隊長に就任し、日中戦争に出征。同年7月、歩兵大佐に昇進。武漢作戦、南昌作戦、贛湘作戦などに参戦。1940年（昭和15年）4月に復員し留守第6師団司令部附となる。1940年（昭和15年）8月、再編成された歩兵第123連隊長に就任。
1943年（昭和18年）3月、陸軍少将に進級し、第17歩兵団長に発令された。同年5月、第8方面軍隷下となり、西部ニューブリテン島の守備を担当。ブーゲンビル島の戦いに参戦。1944年（昭和19年）7月、独立混成第38旅団長に就任。ブーゲンビル島に残留しオーストラリア軍と戦闘を交える中で終戦を迎えた。
1947年（昭和22年）11月28日、公職追放仮指定を受けた。